# Effusion

L'image à gauche représente l'effusion, tandis que l'image à droite représente la diffusion. L'effusion a lieu à travers un trou plus petit que le libre parcours moyen des particules en mouvement, tandis que la diffusion a lieu dans un orifice assez grand pour que nombreuses particules puissent passer simultanément.

En chimie, l'effusion est le passage d'un gaz par un trou sans collisions moléculaires. Les collisions seront absentes si le diamètre du trou est très inférieur au libre parcours moyen des molécules, de sorte que les collisions entre les molécules dans la région du trou soient négligeables.

## Vitesse d'effusion
Selon la théorie cinétique des gaz, l'énergie cinétique d'un gaz à température {\displaystyle T} est
{\displaystyle {\frac {1}{2}}mv_{\rm {rms}}^{2}={\frac {3}{2}}k_{\rm {B}}T}
où {\displaystyle v_{\rm {rms}}} est la vitesse moyenne quadratique des molécules et {\displaystyle k_{\rm {B}}} est la constante de Boltzmann. La vitesse moléculaire moyenne <v> peut être évaluée à l'aide de la loi de distribution des vitesses de Maxwell comme étant 0,921 {\displaystyle v_{\rm {rms}}} (ou bien {\displaystyle v_{\rm {rms}}} = 1,085 <v>). La vitesse d'effusion d'un gaz de masse molaire M peut être exprimée sous forme du nombre de molécules qui passent à travers le trou par seconde :
{\displaystyle Vitesse={\frac {pA_{0}N_{A}}{\sqrt {2\pi MRT}}}},
Ici p est la pression du gaz, A0 est l'aire du trou, NA est le nombre d'Avogadro, R est la constante universelle des gaz parfaits et T est la température absolue.

## Loi de Graham
Selon la loi de Graham, la vitesse d'effusion d'un gaz est inversement proportionnelle à la racine carrée de sa masse molaire : {\displaystyle {{\mbox{Vitesse}}_{1} \over {\mbox{Vitesse}}_{2}}={\sqrt {M_{2} \over M_{1}}}}, où M1 et M2 sont les masses molaires des gaz respectifs.
L'effusion des gaz légers est alors plus rapide que celle des gaz lourds.
Pour deux gaz à la même température et alors la même énergie cinétique moyenne, la vitesse moléculaire moyenne de chaque gaz se calcule à l'aide de l'équation {\displaystyle E=(1/2)mv^{2}}. Alors les molécules plus légères auront une vitesse moyenne plus rapide, de sorte qu'un plus grand nombre passera à travers le trou par unité de temps. C'est pourquoi un ballon rempli d'hydrogène (masse molaire M = 2) dégonflera plus vite qu'un deuxième ballon rempli d'oxygène (M = 32). Cependant la masse totale des molécules qui échappent est directement proportionnelle à la racine carrée de la masse molaire, et est alors inférieure pour des molécules plus légères.

## Cellule de Knudsen
La cellule d'effusion de Knudsen sert à mesurer la pression de vapeur d'un solide très peu volatil, qui forme une vapeur à basse pression par la sublimation. Un trou d'épingle permet l'effusion de la vapeur, et la perte de masse est proportionnelle à la pression de vapeur Aussi la chaleur de sublimation peut être évaluée par mesure de la pression de vapeur en fonction de la température, à l'aide de la formule de Clapeyron.